# 松本寿三郎
松本 寿三郎（まつもと すみお、1932年(昭和7年) - ）は、日本の歴史学者、熊本大学名誉教授。

## 来歴
朝鮮釜山に生まれる。1955年熊本大学法文学部史学科卒業。熊本大学文学部助教授、教授、1998年定年退官、名誉教授、崇城大学工学部教授、退職。

## 著書
- 『近世の領主支配と村落』清文堂出版、2004

### 共編著
- 『入門江戸時代の熊本』編著 三章文庫 熊本市民大学セミナー、1994
- 『熊本県の歴史』（県史）板楠和子、工藤敬一、猪飼隆明共著 山川出版社、1999
- 『村規約の研究』編著 農村史料刊行会 熊本農村史料叢書、1999
- 『街道の日本史 火の国と不知火海』吉村豊雄共編 吉川弘文館、2005

### 史料校訂
- 『芦北郡人畜改帳』全3巻 城後尚年共校訂 農村史料刊行会、1968‐71 農村史料叢書
- 『肥後藩農村史料』全3巻 城後尚年共編 農村史料刊行会、1968‐72 農村史料叢書
- 『熊本近世史料叢書 第1 肥後国中寺社御家人名附』城後尚年共校訂 熊本近世史の会、1969
- 森本一瑞遺纂『肥後国誌 補遺・索引』増補校訂 水島貫之校補 後藤是山編 松本編著 青潮社、1972
- 『肥後細川家侍帳』全4巻 編 細川藩政史研究会、1977‐79
- 『肥後国地誌集』森下功共編 青潮社 肥後国史料叢書、1980
- 『日本農書全集 第33巻 肥後国耕作聞書(肥後) 』園田憲章著ほか 翻刻・現代語訳・解題 農山漁村文化協会、1982
- 『神道大系 神社編 45 肥前・肥後・日向・薩摩・大隅国』工藤敬一共校注 神道大系編纂会、1987
- 『熊本藩侍帳集成』編 細川藩政史研究会、1996
- 『熊本藩御書出集成』全4巻 編 細川藩政史研究会、1999‐2001

## 参考
- [ISBN　978-4-634-32431-2]
- 松本寿三郎教授略歴並びに著作目録 (松本寿三郎教授退官記念号) 文学部論叢、1998 - 03